# Rối loạn thỏa mãn
Rối loạn thỏa mãn (còn được gọi là " thủ dâm trẻ sơ sinh ", mặc dù xảy ra ở trẻ em từ 10 tuổi, hoặc đôi khi là rối loạn vận động ở trẻ sơ sinh vô căn lành tính) là một dạng hành vi thủ dâm thường bị nhầm lẫn với chứng động kinh, đau bụng và rối loạn nhịp tim. Một nghiên cứu nhỏ đã được công bố liên quan đến tình trạng thời thơ ấu này.  Tuy nhiên, hầu hết các bác sĩ nhi khoa đều đồng ý rằng thủ dâm là hành vi bình thường và phổ biến ở trẻ nhỏ và cần được công nhận như vậy. Việc không nhận ra hành vi này có thể dẫn đến thử nghiệm không cần thiết và xâm lấn. Mặc dù hành vi này có thể bị nhầm lẫn với một cơn động kinh, việc chấm dứt sau một sự mất tập trung và ý thức nguyên vẹn trong một lần thể hiện sẽ cho thấy rằng đây không phải là một cơn động kinh. Hành vi này có xu hướng giảm dần theo tuổi tác.